# Бомон (Жерс)
Бомон (фр. Beaumont) насеље је и општина у јужној Француској у региону Миди Пирене, у департману Жерс која припада префектури Кондом.
По подацима из 2011. године у општини је живело 145 становника, а густина насељености је износила 19,18 становника/km². Општина се простире на површини од 7,56 km². Налази се на средњој надморској висини од 102 метара (максималној 152 m, а минималној 76 m).

## Демографија
| 1962. | 1968. | 1975. | 1982. | 1990. | 1999. | 2011. |
| ----- | ----- | ----- | ----- | ----- | ----- | ----- |
| 93    | 144   | 139   | 105   | 114   | 112   | 145   |

График промене броја становника у току последњих година